# Zagrađe (Kuršumlija)
Zagrađe (em cirílico: Заграђе) é uma vila da Sérvia localizada no município de Kuršumlija, pertencente ao distrito de Toplica, na região de Toplica. A sua população era de 18 habitantes segundo o censo de 2011.

## Demografia
| 1948 | 1953 | 1961 | 1971 | 1981 | 1991 | 2002 | 2011 |
| ---- | ---- | ---- | ---- | ---- | ---- | ---- | ---- |
| 149  | 139  | 129  | 98   | 52   | 32   | 19   | 18   |